# Fortress – Stunde der Abrechnung
Fortress – Stunde der Abrechnung (Originaltitel: Fortress) ist ein US-amerikanischer Film des Regisseurs James Cullen Bressack aus dem Jahr 2021. Seine Handlung basiert auf einer Geschichte von Emile Hirsch und Randall Emmett.
Am 17. Dezember 2021 feierte der Film in den USA und Australien seine Premiere. 22. April 2022 wurde der Film in Deutschland veröffentlicht.
Der Film ist als erster einer geplanten Trilogie angesetzt. Das Sequel wurde am 29. April 2022 unter dem Titel Fortress: Sniper’s Eye veröffentlicht.

## Handlung
Robert Michaels ist ein ehemaliger Geheimdienstoffizier der CIA, der zusammen mit weiteren aus dem aktiven Dienst ausgeschiedenen Geheimagenten in dem Senioren-Ressort Forge Mountain Retreat tief im Dschungel lebt. Die Anlage, deren Standort geheim gehalten wird, ist von der Außenwelt durch hohe Zäune abgeschottet und wird von einer Mannschaft schwer bewaffneter Wachleute gesichert. Roberts Sohn Paul, der seinen Vater in den vergangenen drei Jahren keinen Kontakt zu seinem Vater hatte und nichts von dessen beruflichen Vergangenheit weiß, erfährt von Roberts Aufenthaltsort. Das von Paul gegründete Kryptowährungsunternehmen befindet sich in finanzieller Schieflage, weswegen er seinen Vater um fünf Millionen US-Dollar aus dem Nachlass seiner Mutter bitten möchte. Robert, der die Interessen seines Sohnes teilt, hatte in all den Jahren aus der Ferne Pauls Karriere verfolgt, denn während seiner aktiven Laufbahn als Geheimdienstoffizier war er ebenfalls berufsbedingt an den Finanzmärkten aktiv.
Als Paul sich auf den Weg macht, seinen Vater an diesem abgelegenen Ort zu besuchen, folgt ihm unbemerkt der Kriminelle Balzary mit seinen Gefolgsleuten. Balzary bezichtigt Robert des Diebstahls einer großen Menge Geldes aus seinem Besitz. Seine Söldner verschaffen sich durch einen Zaun Zutritt zur Wohnanlage. Als die Eindringlinge entdeckt werden, wird der Alarm ausgelöst und die Bewohner der Anlage flüchten zusammen mit Robert und Paul in einen High-Tech-Bunker, der „Festung“ genannt wird. Die Söldner eliminieren zunächst nahezu sämtliche Wachen auf dem Gelände, bevor sie sich mit Hilfe von General Dobbs, die ein doppeltes Spiel spielt, Zutritt zum Bunker verschaffen können. Balzary versucht von Robert Informationen zum Verbleib seines Geldes zu erhalten, indem er in fesselt und schlägt. Er sei auf die Rückgabe des Geldes angewiesen, weil eine Gruppe Russen seine Frau entführt habe und Lösegeld fordere. Robert hat das Geld jedoch in Kryptowährung investiert. Den Code für den Zugriff auf das Geld nennt er seinem Sohn und beschwört ihn, sich die Nummer exakt zu merken, da sie ihm das Leben retten könnte.
Durch Unterstützung des Wachmanns Ken Blain gelingt Robert, Paul und Kate die Flucht aus dem Bunker. Sie werden von Balzary verfolgt und auf dem Außengelände des Ressorts gestellt. Im Showdown wird Balzary niedergestreckt, so dass Vater und Sohn entkommen können. In der letzten Einstellung wird gezeigt, dass Balzary eine beschusshemmende Weste trug, die die vermeintlich tödliche Kugel abfing.

## Produktion
Die Dreharbeiten begannen am 3. Mai 2021 in Puerto Rico und wurden am 15. Mai 2021 abgeschlossen. Die Dreharbeiten zur Fortsetzung Fortress: Sniper’s Eye erfolgten zeitgleich zum ersten Teil. Die Produktion endete am 3. November 2021.
Wenige Monate vor der Veröffentlichung des Films wurde der Film Survive The Game veröffentlicht, der ebenfalls von James Cullen Bressack produziert wurde und mit Bruce Willis in der Hauptrolle besetzt war.

## Synchronisation
Die deutschsprachige Synchronisation entstand durch Splendid Synchron in Berlin nach einem Dialogbuch von Victoria Sturm, die zugleich Dialogregie führte.
| Darsteller          | Sprecher               | Rolle           |
| ------------------- | ---------------------- | --------------- |
| Jesse Metcalfe      | Tobias Nath            | Paul            |
| Bruce Willis        | Manfred Lehmann        | Robert Michaels |
| Chad Michael Murray | Fabian Oscar Wien      | Balzary         |
| Michael Sirow       | Leonhard Mahlich       | Blain           |
| Shannen Doherty     | Ranja Bonalana         | Dobbs           |
| John D. Hickman     | Stefan Bergel          | Drake           |
| Simon Phillips      | Lutz Schnell           | Fahrer          |
| Lauren McCord       | Victoria Sturm         | Garner          |
| Trae Ireland        | Gabriel Merz           | Jack            |
| Luillo Ruiz         | Hans Hohlbein          | Jones           |
| Kelly Greyson       | Melanie Hinze          | Kate            |
| Leslee Emmett       | Harriet Kracht         | Marcia          |
| Eric West           | Marc Bluhm             | Matthews        |
| Canyon Prince       | Benno Lehmann          | McNiell         |
| Natalie Burn        | Jessica Walther-Gabory | Sandra          |
| Katalina Viteri     | Josephine Schmidt      | Sophia          |
| Ser’Darius Blain    | Robert Glatzeder       | Ulysses         |
| Sean Kanan          | Felix Würgler          | Vlad            |

## Rezeption
Oliver Kube von Filmstarts vertritt die Meinung, der Film zähle zu „den spürbar billig produzierten Indie-Actionern“, die in den Jahren zuvor mit Bruce Willis entstanden seien. Dieser nutze die kurze Zeit, die er „tatsächlich am Set verbracht“ habe, „um eher gelangweilt seine Texte in die Kamera zu sprechen“. Er hat „sich von der »echten« Schauspielerei offensichtlich verabschiedet – und streicht stattdessen eine kolportierte Gage von einer Million Dollar pro Kurzauftritt ein“. Doch „ohne Gesicht und Namen von Bruce Willis auf dem Cover würde „Fortress“ beim DVD-Händler oder Streaming-Anbieter wohl niemand auch nur eines zweiten Blickes würdigen – und das völlig zu Recht“, denn die Produktion sei ein „Heimkino-Reißer mit mauer Action, holprig zusammengeklöppelter Story sowie einem visuellen Standard, der nur mit halb zugekniffenen Augen noch als professionell bezeichnet werden kann“. Willis, der „über weite Strecken einfach nur herumsitzt, dabei leer in den Raum starrt und emotionslos seine Textzeilen aufsagt“, liefert eine „Performance“, die „nicht nur zynisch lustlos, sondern auch grausam hölzern“ wirke, als „sei der Top-Star erst nachträglich noch irgendwie in einen bereits bestehenden Film hineingeschnitten worden“. Nicht nur in Action-Szenen sei der Stuntman Stuart F. Wilson zu sehen, der seit Stirb langsam 4.0 für Willis einspringe, „entsprechend kantig und wenig flüssig zusammengeschnitten wirken die Sequenzen“. Auch die Action-Szenen, die „komplett ohne Willis oder sein Double auskommen“, seien „ähnlich ungelenk wie die Dialogszenen inszeniert“ – „von Fluss oder gar Dynamik keine Spur“, zudem gebe es „Logiklöcher soweit das Auge reicht“. Kube resümiert, „ein lustlos und schrecklich hölzern auftretender Bruce Willis, eine lahme Story, maue Action sowie die arg schwache Inszenierung lassen für die bereits angekündigten Teile 2 und 3 der „Fortress“-Trilogie schwarz sehen.“ Er prognostiziert, „selbst den hartgesottensten Fans dürfte es nach dieser fast schon lachhaft miesen Premiere egal sein, wie es mit ihrem Helden (beziehungsweise dessen Double) weitergeht.“ Dem Film vergab Kube einen von fünf möglichen Punkten.
Für Oliver Armknecht von film-rezensionen.de ist Fortress – Stunde der Abrechnung „ein B-Movie-Actionthriller unter vielen“. Bei dem „billig heruntergedrehten B-Movie-Actionthriller“, der zwar „austauschbar“ sei, sei jedoch „beeindruckend“, dass zugleich die Fortsetzung entstand, obwohl nicht „richtig viel zu erzählen“ wäre. Dies liege an „dem Dilettantismus des Films selbst“, der aus dem „Home-Invasion-Szenario“, welches „eigentlich immer recht packend“ sei, nicht „wirklich Spannung zu erzeugen“ vermag. „Ganz besonders übel“ kommen diejenigen Szenen daher, „in denen so getan wird, als wäre Bruce Willis noch der Actionstar aus früheren Jahren“, er jedoch „dabei völlig verloren“ wirke. Doch auch andere Szenen seien „eine Katastrophe“, darunter das Gespräch zwischen Vater und Sohn, das „so leblos und mechanisch“ erscheine, „als geschähe das alles unter Drogen“. Im Gegensatz zu Willis sei „der Rest des Ensembles […] hingegen gut aufgelegt“. „Jesse Metcalfe als überforderter Sohn, Chad Michael Murray in der Rolle des Karikatur-Bösen oder Shannen Doherty“ als Generalin „gehen schon alle ziemlich in ihren Figuren auf“ und „scheinen sogar dabei Spaß gehabt zu haben“. Armknecht resümiert, dies „allein reicht aber nicht aus, um die ganzen anderen Mängel auszugleichen“, reiche „nicht einmal für Durchschnitt“, da „sich der Film nicht ganz entscheiden kann, ob er eher in eine ernste oder doch eine humorvolle Richtung gehen soll“. Letztlich sei es für „beide Richtungen zu wenig“, was „zwar nicht weh“ tue, „aber völlig überflüssig“ sei. Damit seit der Film „weder spannend noch lustig, sondern wie so viele B-Movie-Actionthriller mit Bruce Willis letztendlich Zeitverschwendung“ und erhielt vier von zehn möglichen Punkten.
Nach Einschätzung der Redaktion des Filmdienst sei der Film „ein blasser Actionthriller, der durch inszenatorisches Ungeschick seine 08/15-Story noch weiter verwässert“. Sie vergab einen halben von fünf möglichen Punkten.
Die Redaktion der Cinema nannte den Film ein „dialoglastiges Action-Wirrwarr ohne Finesse“ und vergab drei von fünf möglichen Punkten.